# Șasvar, Vînohradiv
Șasvar (în ucraineană Тросник, transliterat: Trosnîk, în maghiară Tiszasásvár) este un sat în comuna Fâșca din raionul Vînohradiv, regiunea Transcarpatia, Ucraina.

## Demografie
Componența lingvistică a localității Șasvar
     Ucraineană (97,48%)
     Maghiară (1,98%)
     Alte limbi (0,51%)
Conform recensământului din 2001, majoritatea populației localității Șasvar era vorbitoare de ucraineană (97,48%), existând în minoritate și vorbitori de maghiară (1,98%).